# Становништво Јужног Судана
Јужни Судан је држава централне Африке у којој живи приближно 7 до 9 милиона становника, који живе на око 620.000 km². Становништво ове земље је етнички веома разнолико и састоји се из преко 200 народа. Сходно томе велики је и број језика који се користи на овом простору. Најгушће су насељени јужни делови земље, а највећи градови су Џуба, Малакал, Вав, Јамбјо и др. У погледу религијске припадности, народи Јужног Судана исповедају највише хришћанство, али значајан удео чине и традиционална афричка веровања (анимизам, спиритуализам).

## Размештај становништва
Посматрајући размештај становника по регијама, уочљиво је да у Бахр ел Газалу и Горњем Нилу живи по 2.500.000 становника, док само у јужном делу земље у Екваторији има чак 4.500.000 становника. Према проценама мисије Уједињених нација у Судану, Јужни Судан насељава између 7,5 и 9,7 милиона људи. На основу званичног пописа на територији Судана који је спроведен 2008. године, комисија је дошла до бројке од 8.260.490 становника у Јужном Судану, док су са друге стране власти те земље наредне године дошли до бројке од 11-13 милиона.
Најгушће насељен вилајет је Централна Екваторија са градом Џуба, где живи преко 2,5 милиона људи или прецизније 109 становника по км². Са друге стране, најређе насељени су Источна Екваторија са 2,7 ст./км² и Западни Бахр ел Газал са 3,5 ст./км². Главни град Џуба је највећи град Јужног Судана са 250.000 становника према проценама из 2008. године. Следе Малакал (165.000), Вав (137.000) и Румбек (100.000).

## Народи
У Јужном Судану живи велики број народа, тачније око 200 етничких група. Многе од њих броје свега стотинак или нешто више припадника, али су очувале свој идентитет, језик и обичаје. Најбројнији народ ове земље су Динке, којих има између 2,5 и 3 милиона, што чини трећину укупног броја становника. Друга најважнија група Јужног судана је Нуер, традиционални непријатељи Динки, којих има око 2 милиона. Динке живи широм северног и централног дела земље у вилајетима Северни Бахр ел Газал, Ел Бухајрат, Вараб, Западни Бахр ел Газал и мањим делом Горњи Нил, док са друге стране Нуери чине већину у источном делу државе у вилајету Џонглеј и једним делом Горњи Нил и Ел Вахда. Следе их Азанде на југозападу земље у вилајету Западна Екваторија којих има око један милион. Значајан удео чине и етничке групе Шилук на североистоку Јужног Судана (500.000), па затим Лотука, Бари, Куку и др. На северозападу живи и значајна заједница суданских Арапа.

## Језици и религија
Званични језици Јужног судана су арапски и енглески. Оба су у равноправној употреби и њиме се служи већина становника. Арапски је „народни“ језик, док се енглески користи у политици, правима, науци и образовању. Након проглашења независности, која се очекује 9. јула 2011. године, једини званични језик остаће енглески. Осим поменутих, у Јужном Судану у употреби је и неколико регионалних језика. Највише говорника служи се језиком динка, око 2-3 милиона, следи га нуерски језик са приближно милион говорника, занде такође око милион, затим бари и шилук са по 420, односно 200 хиљада. Осим поменутих у употреби су још око 150 различитих језика, којима се служе етничке групе широм Јужног Судана.
На основу неких извора у Јужном Судану су најзаступљенија традиционална афричка веровања (анимизам, спиритуализам, тотемизам), са израженом хришћанском мањином. Међутим, према наводима из 2011. године, чак четири милиона становника Јужног Судана, тј. приближно половина од укупног броја практикује хришћанство и припада англиканској цркви Судана. Упркос томе, велики број народа Јужног Судана задржао је своја традиционална веровања и обичаје. Тако Динке, верују у духове предака, са којима комуницирају преко медијума у својим домовима.

## Галерија
- Алек Век - Динка
- Азанде ратници
- Жена народа Бари
- Народ Шилук
- Народи Ј. Судана
- Језици Ј. Судана
- Религија Ј. Судана